# Catherine Grandison
Catherine Grandison (auch Katharine Grandison, verheiratet Katharine Montagu, Countess of Salisbury) (* um 1304 in Ashford, Kent; † 23. April 1349 in Cassington, Oxfordshire) war eine englische Adlige.

## Herkunft
Catherine stammte aus der Familie Grandson, die ursprünglich aus dem Waadt in der heutigen Westschweiz stammte. Sie war die jüngste Tochter von William Grandison, 1. Baron Grandison und von dessen Frau Sybil de Tregoz. Ihr Vater und ihr Onkel Otton de Grandson waren um die Mitte des 13. Jahrhunderts nach England gekommen. Im Dienst von König Eduard I. waren sie zu Baronen aufgestiegen.

## Ehe mit William Montagu, 1. Earl of Salisbury
Spätestens 1327 wurde Catherine mit William Montagu, 3. Baron Montagu, dem ältesten Sohn von William Montagu, 2. Baron Montagu und von Elizabeth Montfort verheiratet. Ihr Mann wurde einer der engsten Freunde und Unterstützer des jungen Königs Eduard III. 1337 wurde er zum Earl of Salisbury erhoben, wodurch Catherine zur Countess of Salisbury aufstieg. Mit Montagu hatte sie sechs Kinder:
- Lady Elizabeth Montagu († 1359), ⚭ (1) 1327 Giles de Badlesmere, 2. Baron Badlesmere (1314–1338), ⚭ (2) ⚭ 1341 Hugh le Despenser, 1. Baron le Despenser (1308–1349), ⚭ (3) 1350 Guy Brian, 1. Baron Brian (um 1309–1390);
- William Montagu, 2. Earl of Salisbury (1329–1397), ⚭ (1) Joan of Kent, ⚭ (2) Elizabeth de Mohun;
- John Montagu, 1. Baron Montagu (1330–1390), ⚭ Margaret de Monthermer;
- Lady Anne Montagu, ⚭ John Grey;
- Lady Philippa Montagu († 1381), ⚭ Roger Mortimer, 2. Earl of March;
- Lady Sibylle Montagu ⚭ Edmund FitzAlan.

Nach Montagus Tod Anfang 1344 legte sie ein Keuschheitsgelübde ab und heiratete nicht erneut. Sie wurde neben ihrem Mann im von ihm gegründeten Augustinerpriorat von Bisham begraben.

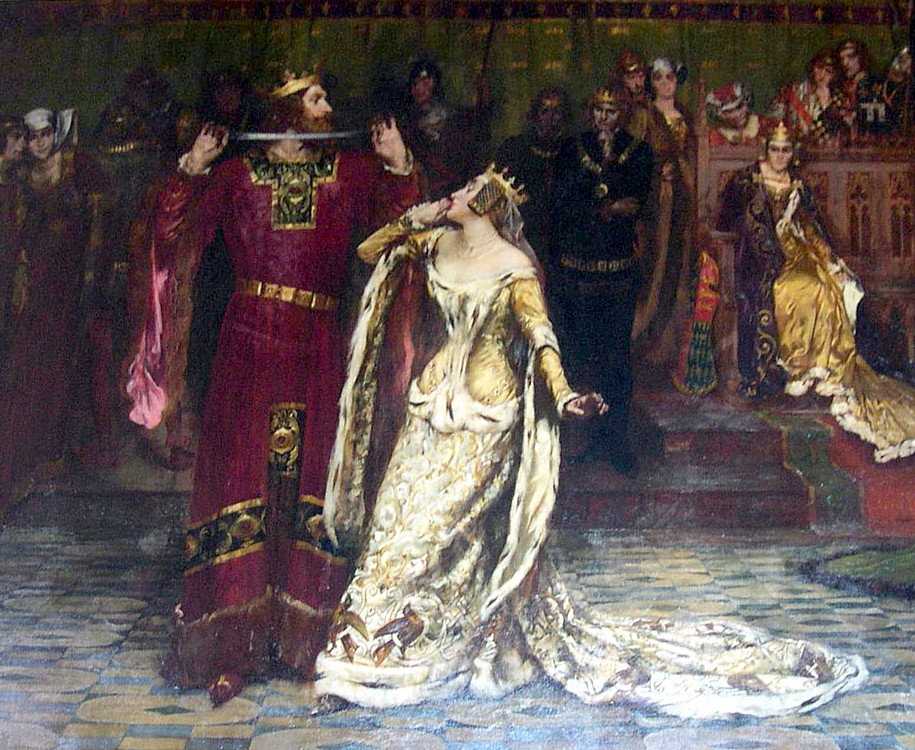
Eduard III. hebt das Strumpfband seiner Tanzpartnerin auf. Nach einem Gemälde von Albert Chevallier Tayler, 1901

## Angebliche Geliebte von EduardIII.
Catherine wird häufig mit der historisch nicht korrekten Alice, Countess of Salisbury gleichgesetzt, die von Eduard III. 1342 vergewaltigt worden sei, während ihr Mann in französischer Gefangenschaft war. Der italienische Gelehrte Polydor Vergil setzt sie in seiner Anglica historia zu Beginn des 16. Jahrhunderts auch mit einer Geliebten des Königs gleich, die nach den französischen Chronisten Froissart beim Tanz ihr Strumpfband verloren hätte. Der König entkrampfte die peinliche Situation dadurch, dass er das Band aufhob und sich an das eigene Bein band. Dabei soll er laut ausgerufen haben: Honi soit qui mal y pense (altes Französisch; wörtlich: „Schande über den, der schlecht darüber denkt“). Diese Strumpfbandaffäre soll der König zum Anlass genommen haben, den Hosenbandorden zu gründen, und seine Worte wurden zum Motto des Ordens. In keiner zeitgenössischen englischen Quelle wird jedoch von der Strumpfbandaffäre berichtet. Die angebliche Vergewaltigung der Countess of Salisbury gilt als französischer Versuch, den verfeindeten englischen König zu diffamieren. Der älteste bekannte Bericht stammt von Jean Le Bel und wurde vor 1360 verfasst.